# Eugenio Masciari
Eugenio Masciari (* 18. März 1949 in Catanzaro) ist ein italienischer Schauspieler und Filmregisseur.

## Leben
Masciari spielte ab 1971 auf der Bühne, u. a. mit Giorgio Strehler und der Kooperative „Teatro Proposta“. Ab 1982 wurde er gelegentlich auch für Spielfilme verpflichtet, wo er kleinere, aber wichtige Rollen erhielt. Daneben inszenierte er einige Kurzfilme und 1984 den nach eigenem Drehbuch entstandenen Film Azzurri.
Er veröffentlichte im Februar 2012 das Buch „La mia vita è un romanzo“.

## Filmografie (Auswahl)
- 1984: Azzurri (& Regie, Buch)
- 1985: Die Messe ist aus (La messa è finita)